# Гамбарян, Степан Погосович
Степан Погосович Гамбарян (также Степан Павлович Гамбаров, арм. Ստեփան Պողոսի Ղամբարյան; 6 июня 1879, Коджор, Тифлисская губерния, Российская империя — 7 марта 1948, Москва, РСФСР, СССР) — советский учёный-химик, доктор химических наук, профессор, основоположник химических исследований в Армении. Один из основоположников Института химии Армянского филиала Академии наук СССР и его первый заведующий отделом органической химии. Член-корреспондент Академии наук Армянской ССР (1945). Заслуженный деятель науки АрмССР (1935). 

## Биография
Родился 23 июня 1879 года в Тифлисе. В 1884 году его семья переехала в Киев, затем в Варшаву, а после в Ригу, где он в 1898 году окончил Рижскую мужскую гимназию.
В 1899-1906 годах Гамбарян учился в университетах Лейпцига, Гейдельберга и Мюнхена по направлению органической химии.
Затем работал ассистентом в Страсбургском университете, а позднее перешёл на аналогичную должность в Высшей сельскохозяйственной школе Берлина.
С 1905 года на протяжении почти 40 лет он исследовал механизмы действия пероксидов в процессе окисления, предложив способ расщепления органических пероксидов в присутствии аминов, что впоследствии стало значимой частью науки.
В 1911 году Гамбарян вернулся на Кавказ и возглавил Бакинскую химическую лабораторию Русского технического общества, а также работал в химико-микробиологической лаборатории Министерства сельского хозяйства.
В 1920 году он присоединился к Ереванскому государственному университету, где основал кафедру и лабораторию органической химии. Он стал основоположником химических исследований в Армении и активно способствовал развитию науки и промышленности в стране, включая создание Ереванского химзавода имени С. Кирова и Ванадзорского химкомбината.
В 1926 году ему присвоено звание профессора, в 1935 году — заслуженного деятеля науки Армянской ССР.
17 июля 1938 года Гамбарян был арестован и 6 сентября 1939 года приговорён к 10 годам заключения. В 1944 году вернулся в Ереван и возобновил исследовательскую деятельность. В 1945 году стал членом-корреспондентом Академии наук Армянской ССР.
Скончался 7 марта 1948 года в Москве, похоронен в Ереване. В 1955 году был посмертно реабилитирован. В фойе центрального корпуса ЕГУ установлен его бронзовый бюст.